# Men of War: Assault Squad 2

Men of War: Assault Squad 2 es un juego de estrategia en tiempo real que está situado en la Segunda Guerra Mundial. Es una secuela del Men of War: Assault Squad. La versión "early access" fue lanzada el 20 de marzo de 2014. Esta generó grandes controversias, ya que se esperaba que el juego completo saliera en esta fecha. Su versión completa fue lanzada el 15 de mayo de 2014.
Men of War: Assault Squad 2 cuenta con modos de escaramuza de un solo jugador que llevan a los jugadores del combate de tanques a gran escala a las misiones de francotirador. Los jugadores ahora pueden enfrentarse a los oponentes en varios mapas multijugador 1v1 - 8v8. También ofrece una serie de tres DLC que brindan otra amalgama de entretenimiento. la última actualización fue la 2.6.2